# Steve Lewis
Steven Earl Lewis, detto Steve (Los Angeles, 16 maggio 1969), è un ex velocista statunitense, campione olimpico dei 400 metri piani a Seul 1988.

## Biografia
Nato a Los Angeles, Steve Lewis frequenta l'American High School a Fremont, California dove si diploma nel 1987, iscrivendosi successivamente all'Università della California - Los Angeles.
Si mette in luce nel panorama internazionale dell'atletica leggera nel 1988, a soli 19 anni, vincendo l'oro olimpico a Seul sui 400 m piani con il tempo di 43"87, nuovo record mondiale juniores della specialità (ad 1 centesimo dall'ex primato mondiale assoluto stabilito da Lee Evans e battuto da Butch Reynolds un mese prima dei Giochi olimpici), davanti al connazionale e favorito della vigilia Reynolds; la vittoria nella gara individuale viene bissata dalla conquista del titolo con la staffetta 4×400 metri, dove la squadra statunitense eguaglia il record mondiale con 2'56"16.
Nel 1992, ai Giochi olimpici di Barcellona, Lewis non riesce a bissare il titolo vinto sui 400 m piani ottenuto quattro anni prima, dovendosi accontentare della medaglia d'argento. Vince nuovamente l'oro con la squadra statunitense nella prova della staffetta 4×400 m, battendo il record mondiale con 2'55"74.
Il resto della carriera agonistica è purtroppo condizionato da molteplici infortuni che ne precludono la competitività negli eventi internazionali. Nel 2004 viene introdotto nella UCLA Hall of Fame.

## Record mondiali
Under 20
- 400 metri piani: 43"87 ( Seul, 28 settembre 1988)

## Palmarès
| Anno | Manifestazione  | Sede       | Evento      | Risultato | Prestazione | Note                                  |
| ---- | --------------- | ---------- | ----------- | --------- | ----------- | ------------------------------------- |
| 1988 | Giochi olimpici | Seul       | 400 m piani | Oro       | 43"87       | Miglior prestazione mondiale under 20 |
| 1988 | Giochi olimpici | Seul       | 4×400 m     | Oro       | 2'56"16     | Record mondiale                       |
| 1992 | Giochi olimpici | Barcellona | 400 m piani | Argento   | 44"21       |                                       |
| 1992 | Giochi olimpici | Barcellona | 4×400 m     | Oro       | 2'55"74     | Record mondiale                       |

## Altre competizioni internazionali
1993
- 5º alla Grand Prix Final ( Londra), 400 m piani - 45"21